# مارسل جیکوبز
مارسل جیکوبز (انگلیسی: Marcell Jacobs؛ زادهٔ ۲۶ سپتامبر ۱۹۹۴) دونده سرعت زاده آمریکا اهل ایتالیا است.